# 九龍區專線小巴53M線
九龍區專線小巴53M線是香港一條來往樂富及天馬苑，由歷泰有限公司營運。

## 歷史
1985年11月15日：運輸署公開招標11組共24條專綫小巴新路線，此路線與51M及52線編為同一組。
1986年12月2日：53M線投入服務。

## 收費
- 全程收費：$3.4

## 行車路線
| 樂富↺天馬苑 | 樂富↺天馬苑                  | 樂富↺天馬苑 |
| 序號        | 車站名稱                     | 街道        |
| ----------- | ---------------------------- | ----------- |
| 1           | 樂富小巴總站(匯樂里)         | 橫頭磡南道  |
| 2           | 天宏苑                       | 馬仔坑道    |
| 3           | 天宏苑宏景閣                 | 竹園道      |
| 4           | 天宏苑宏美閣                 | 金竹里      |
| 5           | 天馬苑小巴總站(天馬苑駿安閣) | 金竹里      |
| 6           | 橫頭磡邨宏德樓(匯富坊)       | 橫頭磡東道  |
| 7           | 樂富小巴總站(匯樂里)         | 橫頭磡南道  |

於天宏苑或之前登車的乘客，若前往橫頭磡邨宏德樓或以後車站，須於天馬苑小巴總站下車或重新繳付車資。

## 用車
此路線共需使用4輛小巴提供服務。最繁忙一小時每方向合共載客量不少於240人，現時用車為6輛豐田Coaster小巴。
| 車牌   | 代數      | 備註       |
| ------ | --------- | ---------- |
| BH7999 | 2015年6DS |            |
| DE8782 | 2021年7LL | 需行走52線 |
| DF6939 | 2021年7LL |            |
| FF654  | 2021年7LL |            |
| NL2249 | 2021年7LL |            |
| NM4558 | 2021年7LL |            |

而假日亦會調派此線用車行走51M線。

## 服務時間
- 平日06:30-00:10提供服務，假日07:00-00:10提供服務，平日4-8分鐘一班，假日則為8分鐘一班。

## 外部連結
小巴薈：九龍區專線小巴53M線 （页面存档备份，存于）
運輸署（香港出行易）官方資料：九龍區專線小巴路線第 53M 號 （页面存档备份，存于）
i-busnet：九龍區專線小巴53M線 （页面存档备份，存于）